# Лютеранська кірха (Житомир)
Лютера́нська кі́рха — лютеранська (нині також баптистська) церква в Житомирі; пам'ятка архітектури, розташована на вулиці Коцюбинського, 5. Охоронний номер пам'ятки — 19.

## Історія
Лютеранська община Житомира бере свій відлік від 1801 року.
Після смерті чоловіка, німця-лютеранина Вільгельма Кнаака, в 1848 році вдова пані Яцента Кнаак подарувала лютеранській громаді Житомира частину заповіданих їй земель під церкву та будинок для пастиря. Ця ділянка землі обмежувалася з одного боку Бердичівською дорогою, з іншого садибами домовласників Дудде, Зіфферман і Доманського.
В 1858 році число лютеран (протестантів) в місті вже сягало 117 чоловік (0,4 %). До того лютеранська церква займала один з приватних будинків, а місце для будівництва храму лютерани отримали від міської Думи на тодішній околиці міста — Сінному майдані, що їх не влаштовувало. Отож подарунок пані Кнаак був дуже доречним. Згодом, судячи зі старих карт Житомира (наприклад, за 1879 рік), на подарованій садибі була побудована тимчасова церквами, швидше всього молитовний будинок, хоча паралельно зустрічаємо адресу німецької кірхи по Великій Бердичівській, 296 (поруч з будинком, де провів перші місяці життя знаменитий Святослав Ріхтер). Цей будинок, що колись належав В. Ф. Ксенжопольському, зберігся й досі.
Приміщення лютеранської кірхи було побудовано і освячено в честь святої Анетти в 1896 році. Його спорудили на тальвезі (місці колишнього русла) річки Поповки на Лютеранській вулиці. Сама ж вулиця отримала цю назву ще в середині XIX століття, після того, як громада отримала тут від пані Кнаак землю. Будинок кірхи споруджений за проєктом житомирського міського архітектора Арнольда Карловича Єнша. В ньому, використовуючи здавалося б досить малопридатний для створення фасадів з багатою пластикою матеріал — звичайну цеглу, архітектор досяг своєї мети.
Оригінальна будівля кірхи, споруджена у стилі модернізованої готики, милує око вдалими пропорціями і розумним поділом бокових фасадів, які завдяки неглибоким кесонам, виглядають напрочуд цільно і легко, незважаючи на величезний розмір вікон. Ці ж прийоми архітектор Арнольд Єнш повторив через два роки у будівництві водонапірної вежі на Пушкінській вулиці — цієї своєрідної візитної картки Житомира, будівлі також напрочуд легкої і цільної.
Відкриття кірхи в Житомирі відзначилося великими урочистостями. З Санкт-Петербургу прибув сам генерал-суперінтедант у супроводі п'ятьох пасторів. Архітектор храму А. К. Єнш підніс на подушці ключі голові німецької церковної ради м. Житомира Б. І. Зіфферману, а той — генерал-суперінтеданту. Після освячення кірхи і урочистого богослужіння в помешканні пастора відбувся обід.
Разом із зростанням кількості населення міста значно збільшилося і число лютеран. За переписом 1912 року у місті вже проживало 1,2 % лютеран (1 084 особи).
Розповідаючи про кірху, не можна не згадати, що в ній на органі грав «почесний житель Житомира», здібний музикант Даніїл Генріхович Ріхтер — дідусь видатного піаніста двадцятого століття Святослава Ріхтера. Мешкав Д. Г. Ріхтер поруч, у невеличкому будиночку, який купив у садівника лютеранської громади, про що в Житомирському облдержархіві збереглася окрема справа. Будинок дідуся Святослава Ріхтера стояв праворуч від кірхи і до наших днів не зберігся. Тут же мешкав пізніше й батько Святослава Ріхтера — Теофіл Данилович.
Кірха була побудована на спеціально насипаному пагорбі, що височів над вузькою долиною річки Попівки. Але поступово долину засипали, забудували і тепер про колишній природний ландшафт нагадує невелике пониззя в тилу кірхи, що дало змогу запроєктувати у прибудові до кірхи вже у наш час повноцінний «нульовий» поверх. Завдячувати треба зниклій річці Попівці, на руслі якої по суті стоїть храм.
Органістом кірхи деякий час дядько Святослава Ріхтера — Едуард Данилович Ріхтер, що мешкав поруч у великому цегляному церковному будинку на розі Великої Бердичівської і Лютеранської вулиць (у 1980-х роках необачно знесений). Тоді ж і сама вулиця з атеїстичною метою була перейменована і отримала ім'я відомого українського письменника Михайла Коцюбинського, який певний час жив і працював у Житомирі. Недовго залишалось діяти й самій лютеранській церкві. У другій половині 1930-х років кірха була перетворена на спортивний зал «Динамо» (клуб працівників органів внутрішніх справ — ЧК та НКВС).
Після війни кірха також не відновила своєї діяльності за призначенням і тут й надалі працював спортклуб «Динамо». Для адміністрації клубу зі східного (заднього) фасаду церкви прибудували недолугу триповерхову коробку, зруйнувавши апсиду з вівтарем. В такому вигляді церква й проіснувала аж до початку 1990-их років.

## Сучасність
У 1990 році, після багаторічних клопотань приміщення кірхи нарешті було повернуто релігійній громаді — євангельським християнам-баптистам. У 1996 році церква євангельських баптистів провела тут реставрацію за рахунок нідерландської християнської академії "De Driestar" і побудований цілий комплекс зі школою. Споруджено 25- метрову дзвіницю, яка є своєрідним акцентом усього комплексу, його найвищою домінантою. Орган храму відновити поки не вдалося, на хорах церкви поки що встановлено імітацію справжнього органа, яку виконано з катрону, але так досконало, що розпізнати підробку можна, лише ретельно придивившись. Для супроводу служби використовується електроорган, але декоративний орган свідчить про настрій церковної громади отримати-таки справжній духовий орган.
Зараз для проведення богослужіння лютеранами, баптистська громада надає їм будівлю храму безкоштовно. Громада Німецької євангелічно-лютеранська церква України в Житомирі налічує близько 50 віруючих різних національностей. Лютеранські літургії проводяться щонеділі та у свята о 14:00 російською мовою, а головні молитви дублюються німецькою мовою, оскільки значна частина прихожан є етнічними німцями.

## Галерея

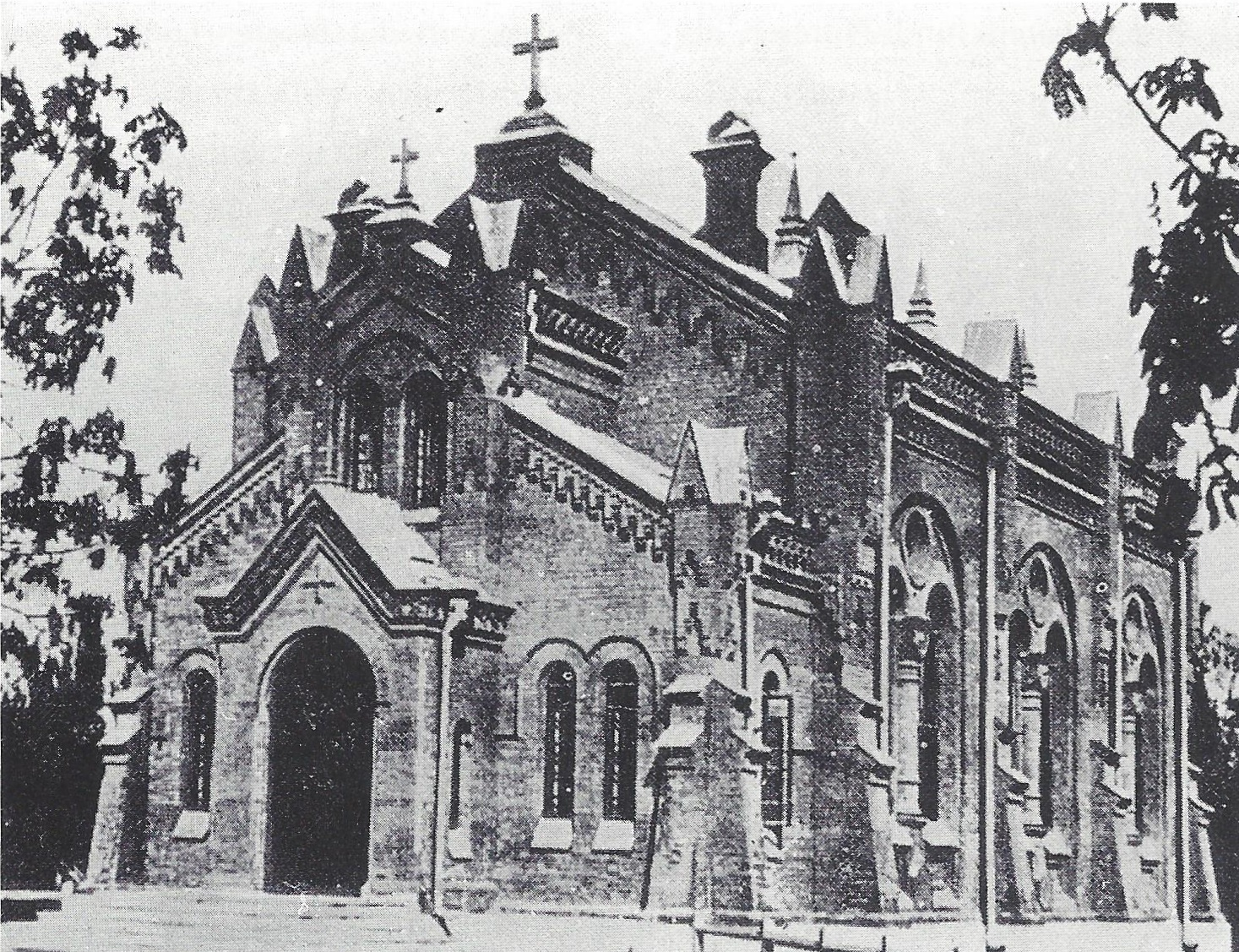
Фото початку XX століття
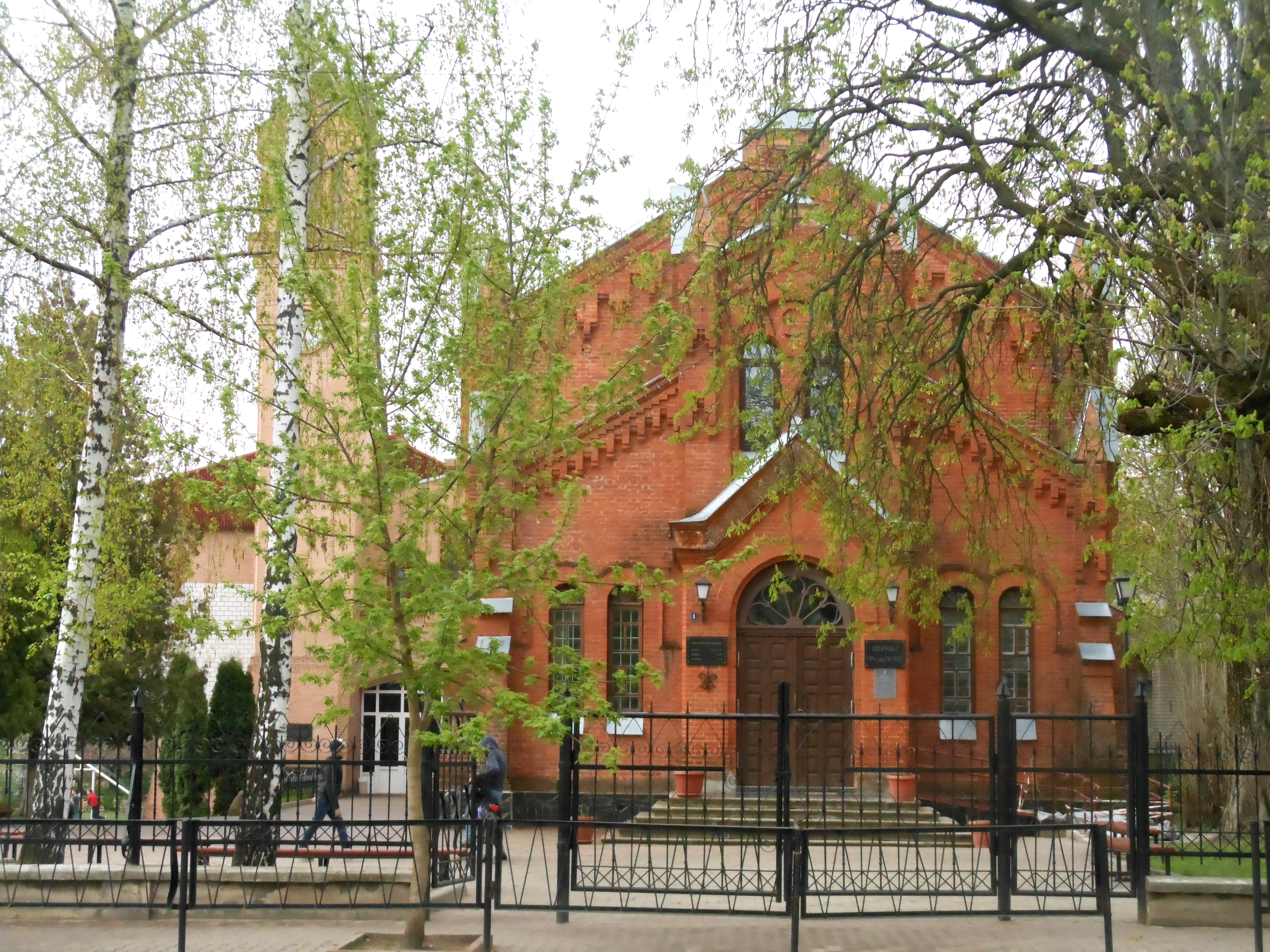
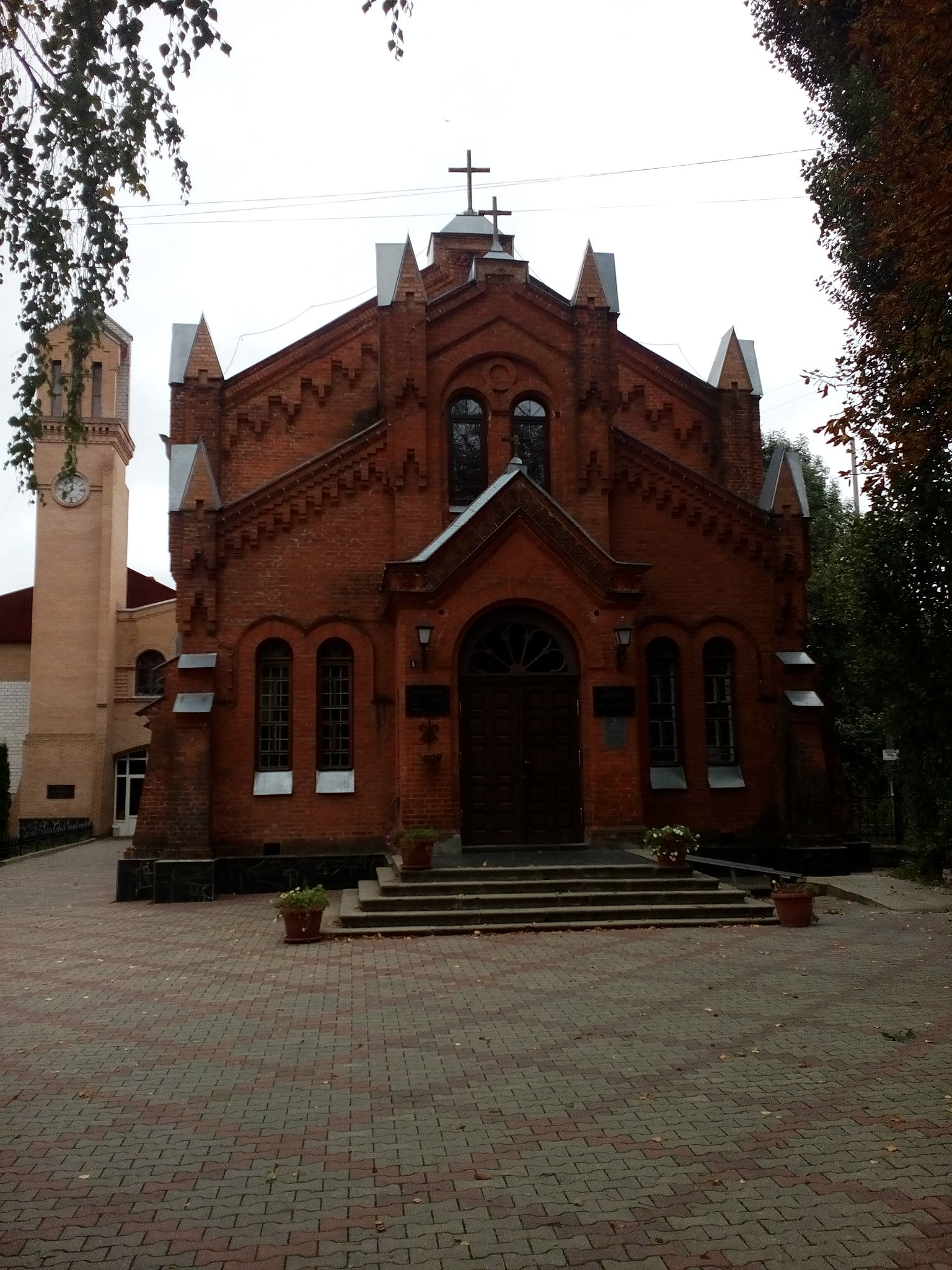
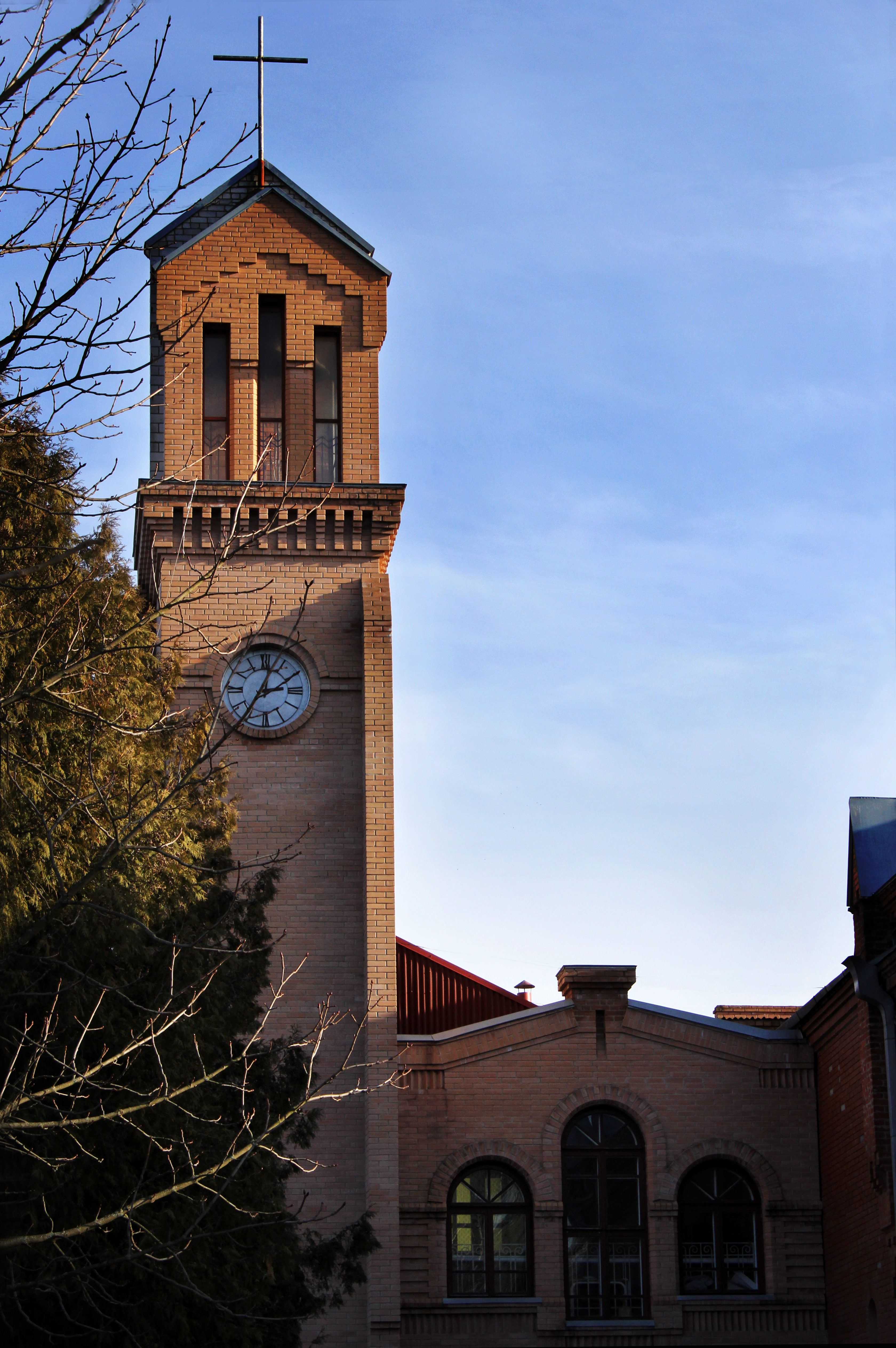
Дзвіниця

## Списокпасторівлютеранської громади
- 1801—1825 роки — Георг Бурхардт Рюль;
- 1826—1846 роки — Йоган Готфліб Бенжер;
- 1842—1866 роки — Петер Штельц;
- 1869—1907 роки — Генріх Мартин Давид Вазем;
- 1907 — ? роки — Йоган Теодор Ернст Варт;
- 1926—1931 роки — Ніколаус Адольф Томберг;
- 1933 рік — Густав Уле;
- 2010-ті роки — Віктор Целінко.